# Tranvía de Vélez-Málaga
El tranvía de Vélez-Málaga fue servicio tranviario del municipio malagueño de Vélez-Málaga (España), enlazando el núcleo matriz del municipio con la localidad costera de Torre del Mar. Este proyecto se constató como el primer tranvía moderno de Andalucía. Y su puesta en marcha se tradujo en el establecimiento de sistema de transporte público urbano e interurbano eficiente y eficaz, dando lugar a establecer un modelo ecológico de movilidad urbana.
Sus obras comenzaron en 2003 y la primera fase fue inaugurada el 11 de octubre de 2006, la segunda fase nunca se llegó a inaugurar.
A finales de abril de 2012, el ayuntamiento, en manos del Partido Popular y con Francisco Ignacio Delgado Bonilla como regidor, aprobó su suspensión y sustitución por una nueva línea de autobús, poniendo fin al servicio el 4 de junio de 2012. En 2013, los módulos tranviarios fueron alquilados a la ciudad australiana de Sídneydurante un año.
El plan era reabrirlo a mediados del 2024 después de una restauración. Sin embargo, en mayo de 2024, el Ayuntamiento de Vélez-Málaga anunció que sometería a consulta ciudadana la rehabilitación del tranvía.

## Fases

### Primera fase
| Primera Fase |
| Paseo Larios · Conjunto Europa · Azucarera · Hospital Comarcal · El Ingenio · La Pañoleta · La Mata · Barrio de la Legión · Parque Jurado Lorca |

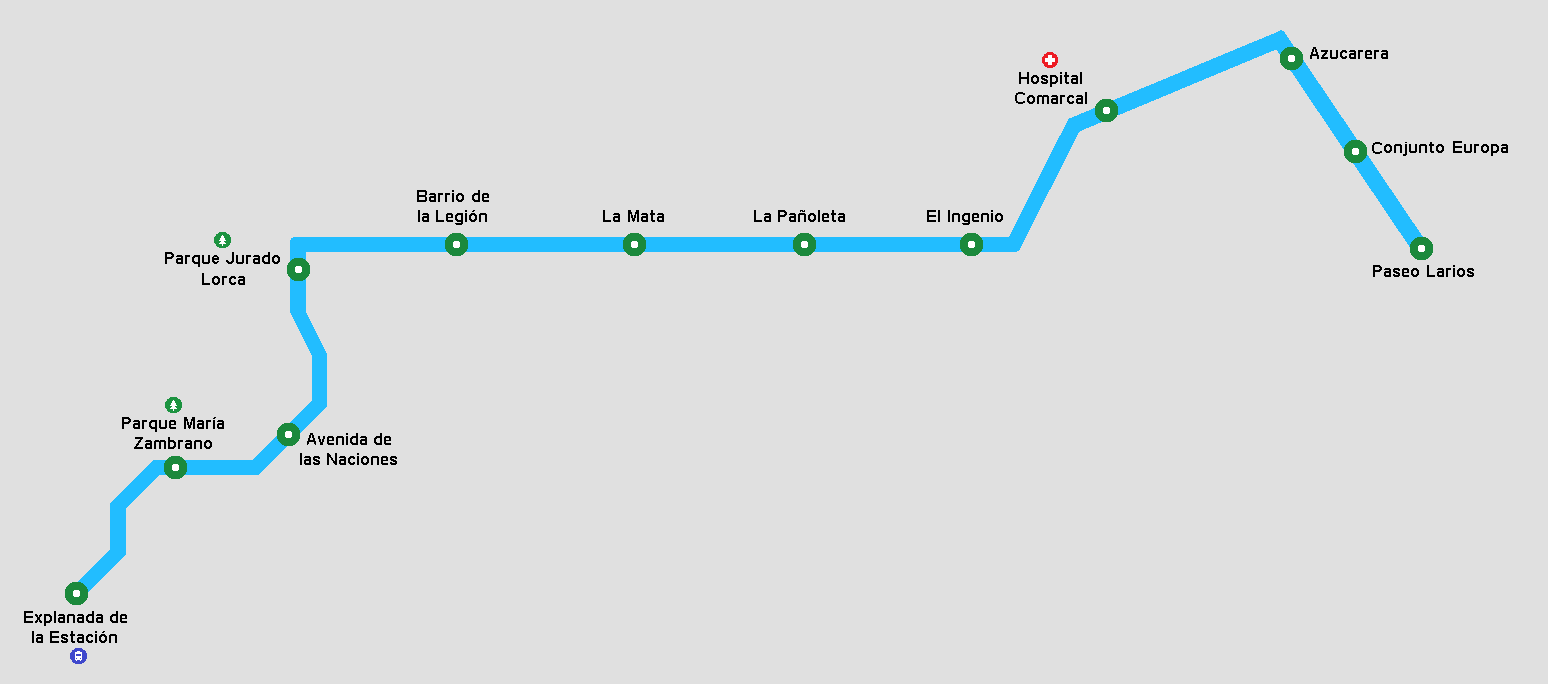
Trazado y Paradas

Las obras de la primera fase comenzaron en 2003 y finalizaron en 2006, las obras costaron 22 millones de euros. Este fragmento posee un total de 9 paradas y una longitud de 4760 metros. Su trazado discurria entre las localidades de Vélez-Málaga y Torre del Mar, teniendo por extremos las paradas del Paseo de Larios (Torre del Mar) y Parque Jurado Lorca (Vélez-Málaga). Estuvo en funcionamiento hasta el año 2012, año en que se clausuró dicha infraestructura.

### Segunda fase
| Segunda Fase                                                               |
| Avenida de las Naciones · Parque María Zambrano · Explanada de la Estación |

Las obras de la segunda fase comenzaron en 2006 y finalizaron en 2007, siendo su coste de 8 millones. El objeto de dicha ampliación era la penetración de la infraestructura en el núcleo de Vélez-Málaga, cubriendo áreas de expansión poblacional. La longitud de esta ampliación fue de 1310 metros, añadiendo 3 paradas más.
A pesar de su finalización en 2007, esta fase nunca llegó a ser inaugurada, transcurriendo el tranvía únicamente en fase de pruebas.

## Horarios

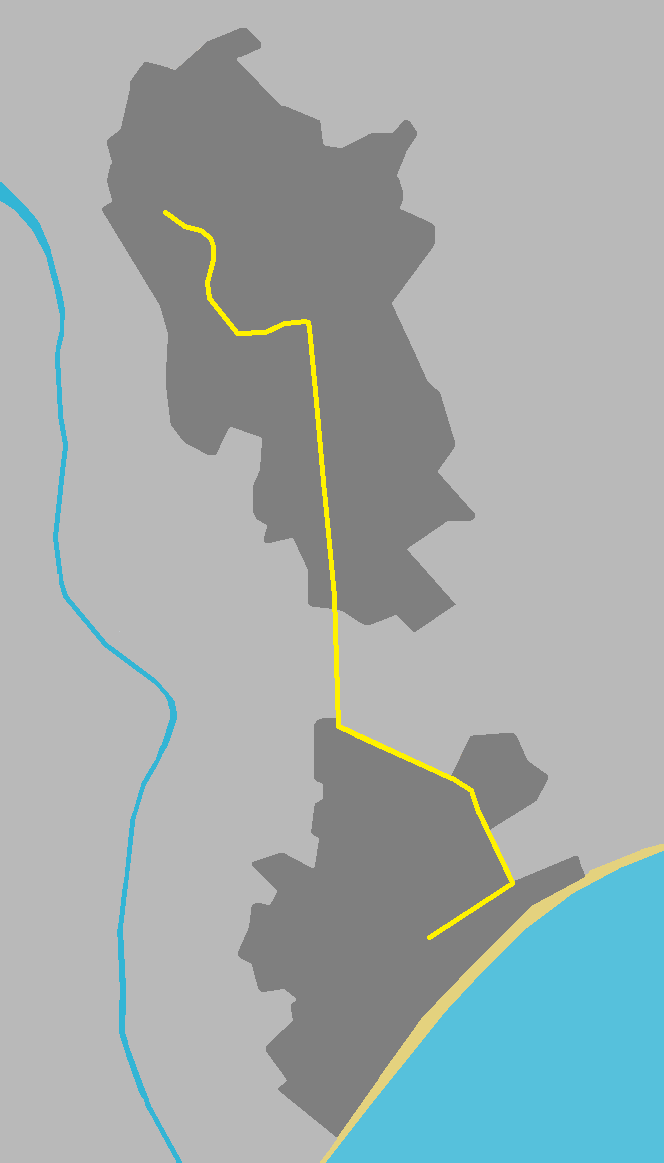
Mapa del recorrido entre Vélez-Málaga y Torre del Mar

El primer tranvía salía de Vélez-Málaga a las 7 de la mañana y a las 7:20 de Torre del Mar los días laborables. Los últimos del día salían a las 21:40 y a las 22:00 de Vélez y Torre del Mar respectivamente. Los sábados, domingos y festivos, los primeros tranvías salían una hora más tarde y los últimos a las 23:00 de Torre del Mar y a las 23:20 de Vélez.

## Material móvil
Las unidades móviles, modelo Urbos, fueron fabricadas por la empresa Construcciones y Auxiliar de Ferrocarriles (CAF) y eran iguales a las utilizadas en el Metro de Sevilla. Eran de ancho internacional y contaban con una cabina a cada extremo, que los convertía en bidireccionales. Constaban de cinco cajas articuladas y eran de plataforma baja.
Tenían una longitud de más de 31 m y podían alcanzar una velocidad de 70 kilómetros por hora en la plataforma reservada. Su capacidad era de seis viajeros por metro cuadrado: 54 personas sentadas y 226 de pie.
La compra de las tres unidades costo 7,5 millones.

## Pasajeros
El tranvía de Vélez-Málaga necesitaba tener 1,2 millones de pasajeros/año y 3.296 pasajeros/día para ser rentable, el tranvía no cumplió las expectativas ya que solo tenía 1800 pasajeros/día. Su récord de pasajeros fue de 922.000 pasajeros/año y su mínimo de 676.000 pasajeros/año en 2011 (un año antes de su clausura).

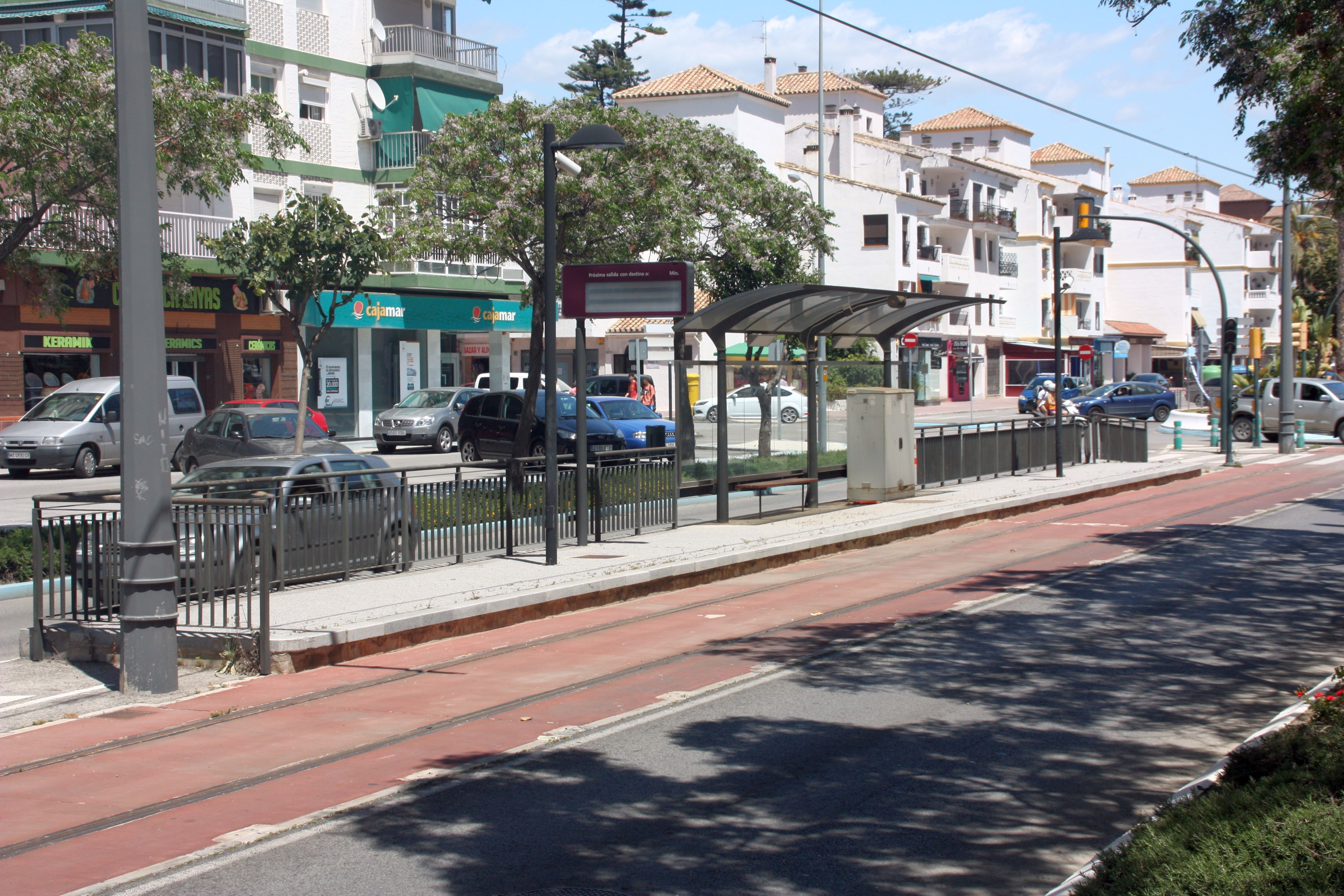
Parada del tranvía

| 922.135 | 782.126 | 701.599 | 701.064 | 676.000 |

## Reanudación del servicio
A finales de 2015 varias negociaciones entre el ayuntamiento y la Junta de Andalucía abren la posibilidad de que el tranvía vuelva a reanudar el servicio en 2017. La Junta de Andalucía ha acordado con el Ayuntamiento que se hará cargo del 40% del déficit del tranvía, según fuentes del Ayuntamiento la reanudación del servicio costaría entre 800.000 y 1.500.000 euros. En 2017 se aplazó la reanudación del servicio para el verano de 2018.
El 31 de octubre de 2022 el Ayuntamiento aprobó destinar una partida presupuestaria de 1.059.669,35 euros, que, sumados a los 3,70 millones de euros de subvención que el Gobierno de España concedió unos meses antes, permitirán reanudar a la mayor brevedad posible el funcionamiento de la fase 1 del tranvía.
El consistorio está a la espera de que le sea concedida una segunda subvención estatal, por valor de 2,70 millones de euros, con el fin de poner en marcha la fase 2 del tranvía, que nunca llegó a estar en funcionamiento.

## Ampliaciones

### Tercera fase
Desde 2006 la Consejería de Obras Públicas y Transportes de la Junta de Andalucía venía estudiando la posibilidad de extender el trazado del tranvía entre Vélez-Málaga y el municipio de Rincón de la Victoria, que discurriría en paralelo a la N-340. Si se hubiera llevado a cabo esta ampliación, habría quedado conectado con la línea 3 del Metro de Málaga, cuya estación terminal se ubicará en Rincón de la Victoria. Este proyecto de ampliación estaba dentro del proyecto de la creación del Corredor de la Costa del Sol que uniría en un futuro la Costa del Sol, desde Nerja hasta Algeciras. El corredor era un proyecto del Ministerio de Fomento y la Junta de Andalucía.

## Siniestros
Desde su inauguración en 2006 hasta mayo de 2009, el tranvía de Vélez-Málaga ha protagonizado más de 30 siniestros, ninguno de ellos de gravedad y en ningún caso fue culpa del tranvía.